# Nationalpark

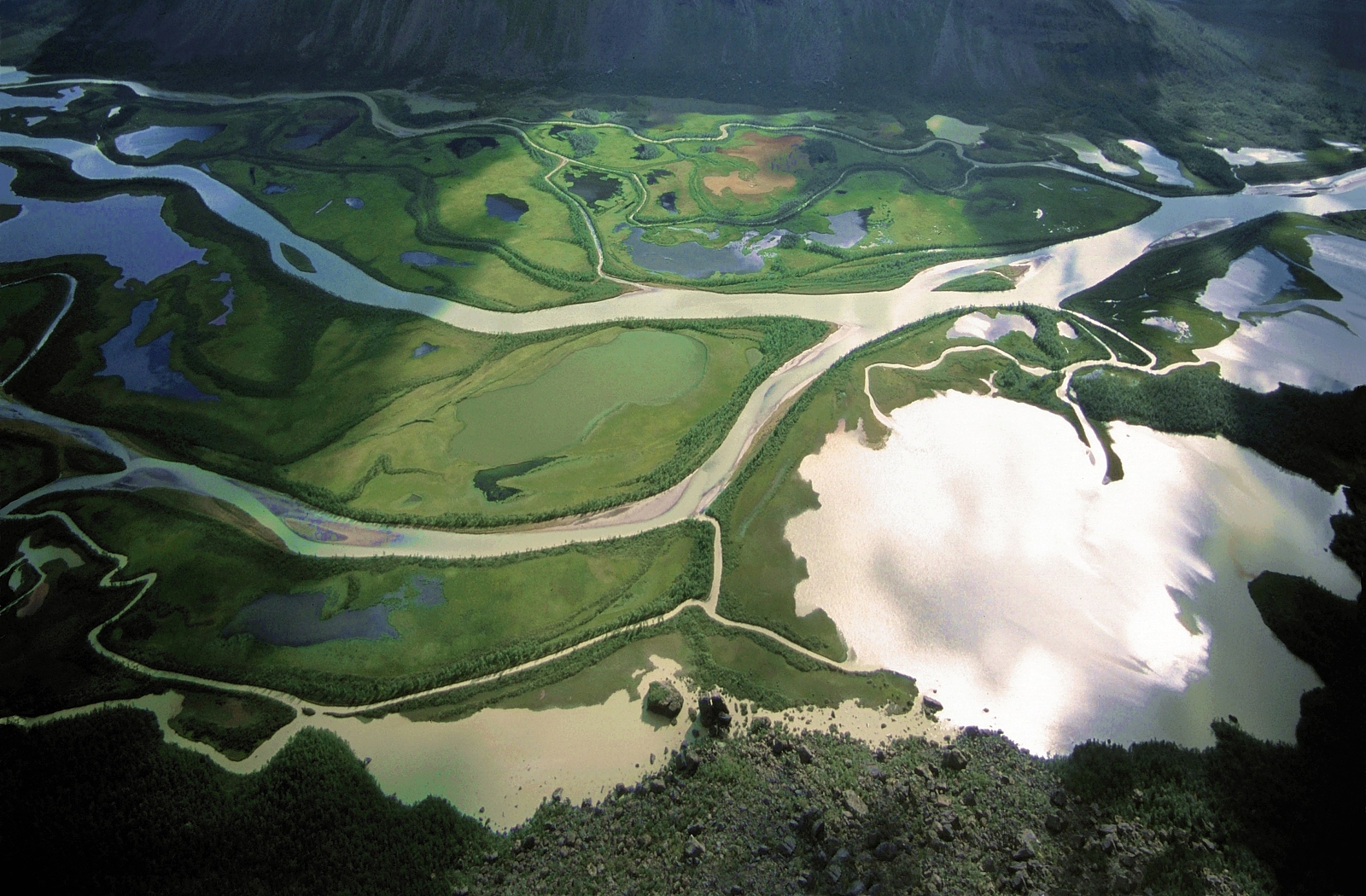
Det stora selet vid Rapadalens mynning mot öster, Sarek, Sverige.

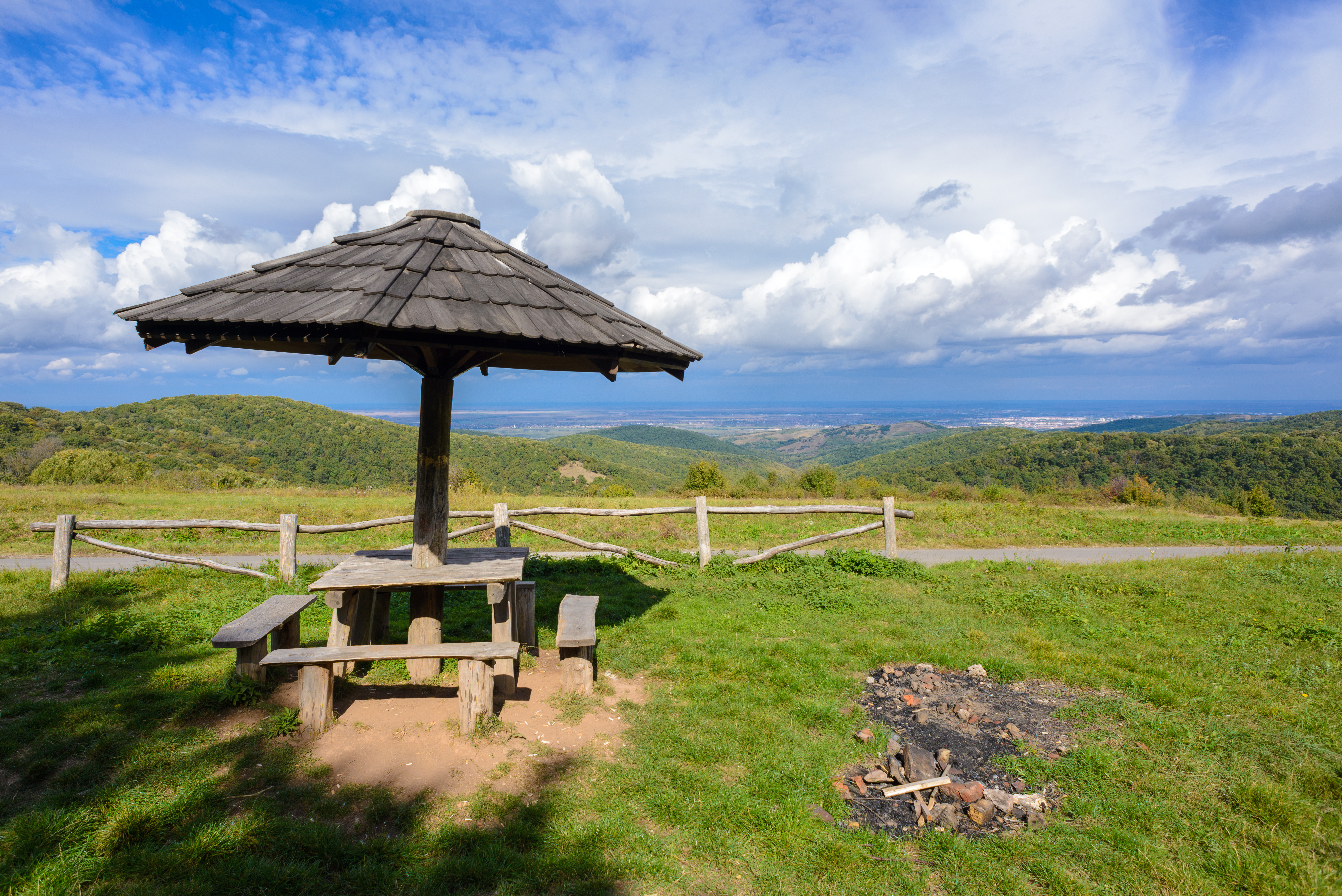
Fruška Gora, Serbien.

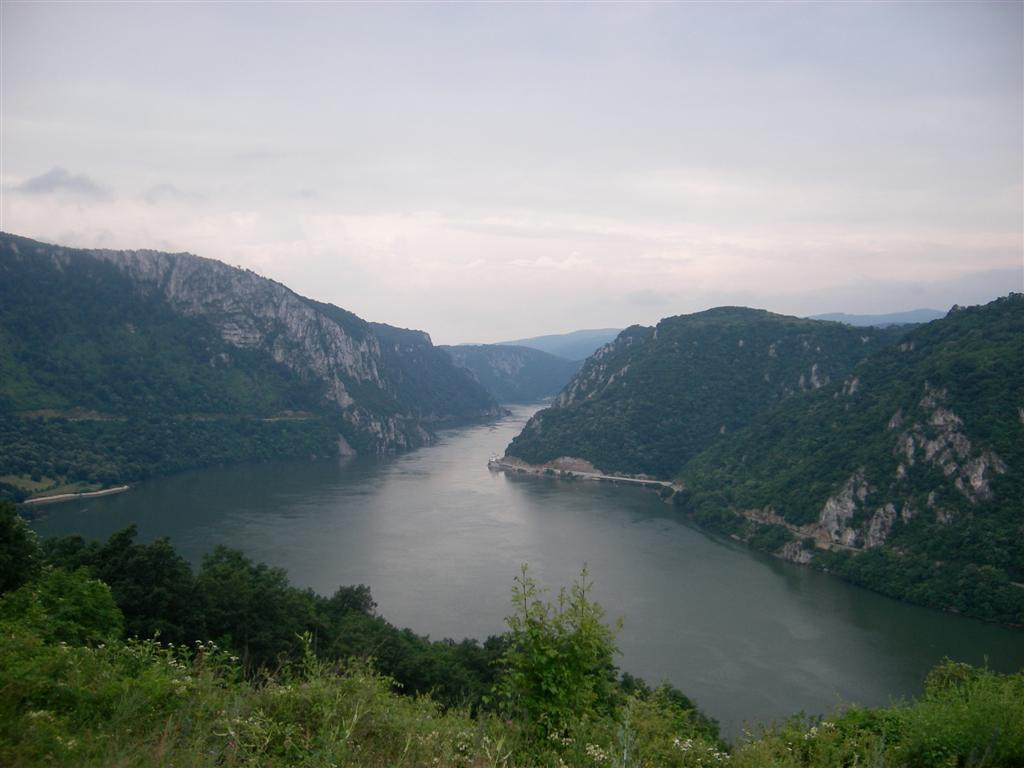
Järnporten, Serbien.

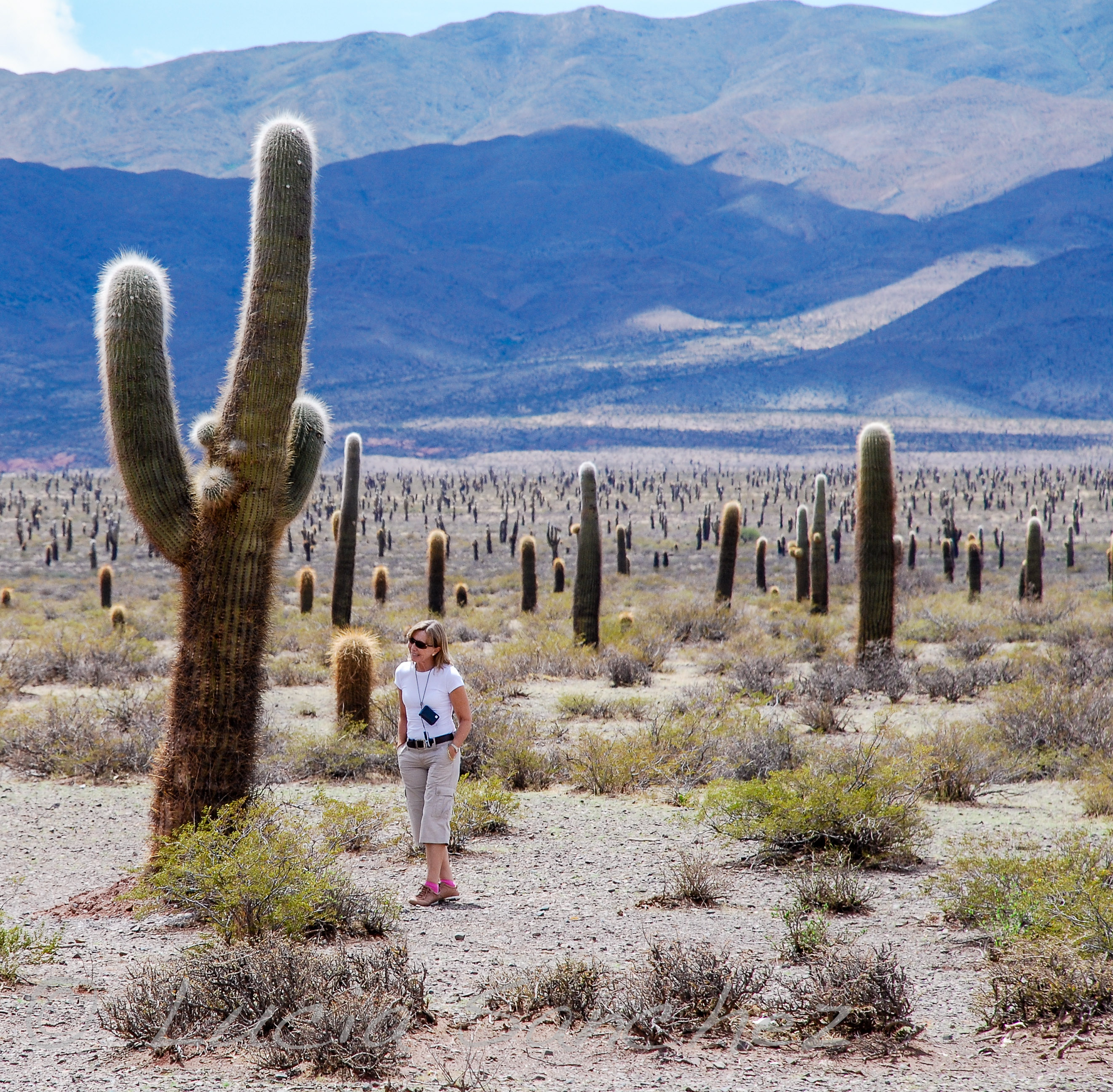
Los Cardones, Argentina.

En nationalpark är ett speciellt naturområde som skyddats som nationalpark av ett lands statsmakt. Syftet är att bevara naturen som allmän natursevärdhet eller för att öka naturkännedomen eller intresset för naturen. Nationalparker kan också grundas för att skydda kulturlandskap. 

## Nationalparker i urval

### Nationalparker i Europa
- Danmark
- Finland
- Georgien
- Italien
- Kroatien - Plitvicesjöarnas nationalpark
- Norge
- Portugal - Parque Nacional da Peneda-Gerês
- Serbien - Fruška Gora och Järnporten.
- Spanien
- Sverige - Rapadalen och Sarek.
- Tyskland

### Nationalparker i Asien
- Indien
- Japan
- Nepal

### Nationalparker i Nordamerika
- Kanada
- USA

### Nationalparker i Sydamerika
- Argentina - Los Cardones.

### Nationalparker i Afrika
- Tanzania - Serengeti.
- Nationalparker i Tanzania
- Masai Mara

### Nationalparker i Australien och Oceanien

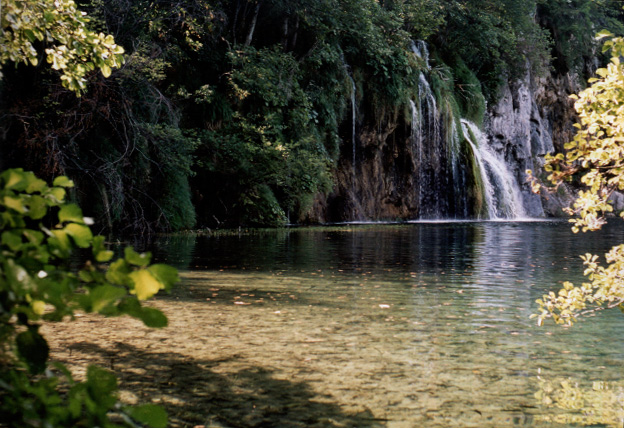
Plitvicesjöarnas nationalpark, Kroatien.

- Nya Zeelands nationalparker
- Plitvicesjöarnas nationalpark, Kroatien.Tasmaniens nationalparker

## Bilder

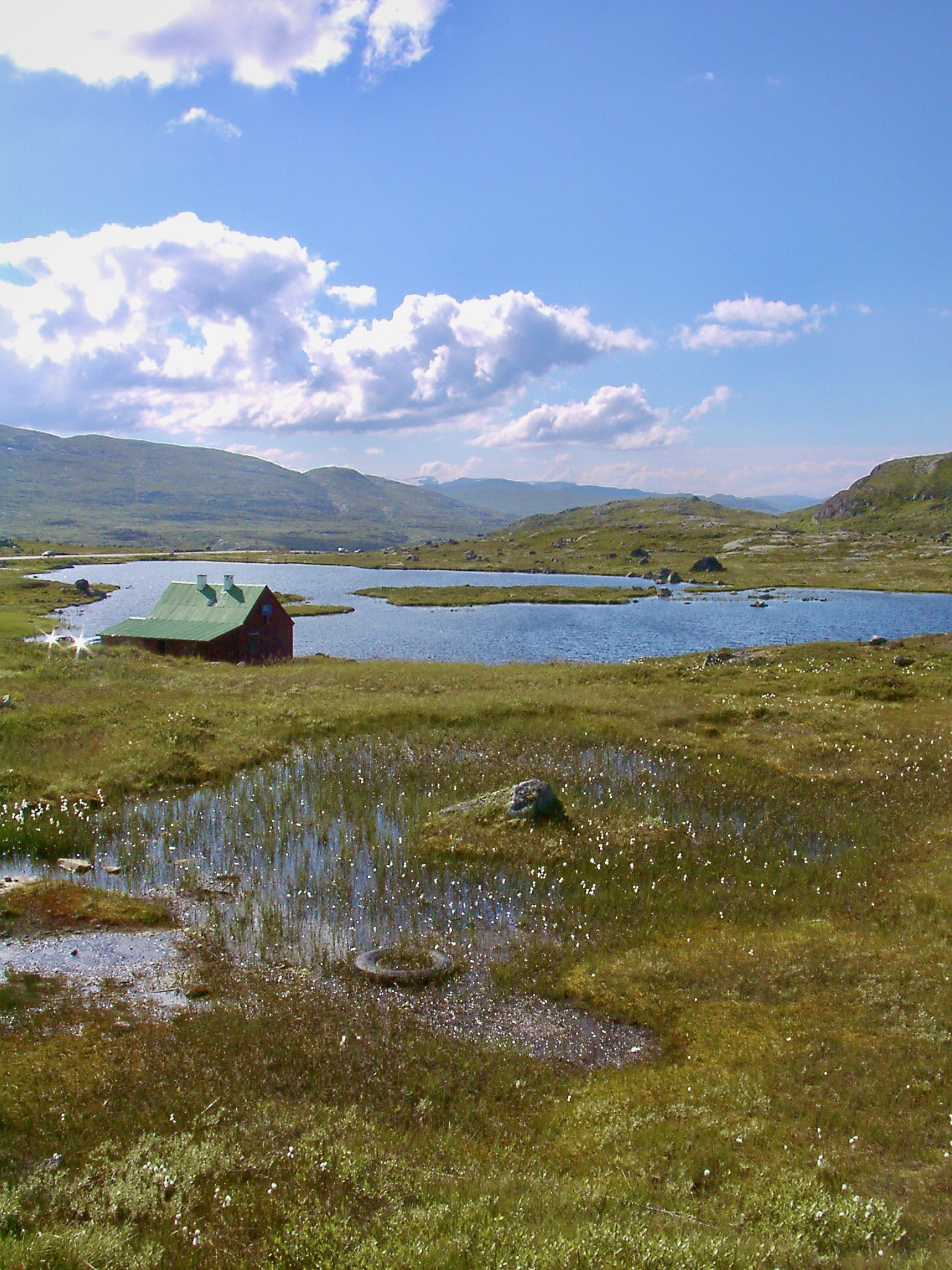
Hardangervidda, Norge.
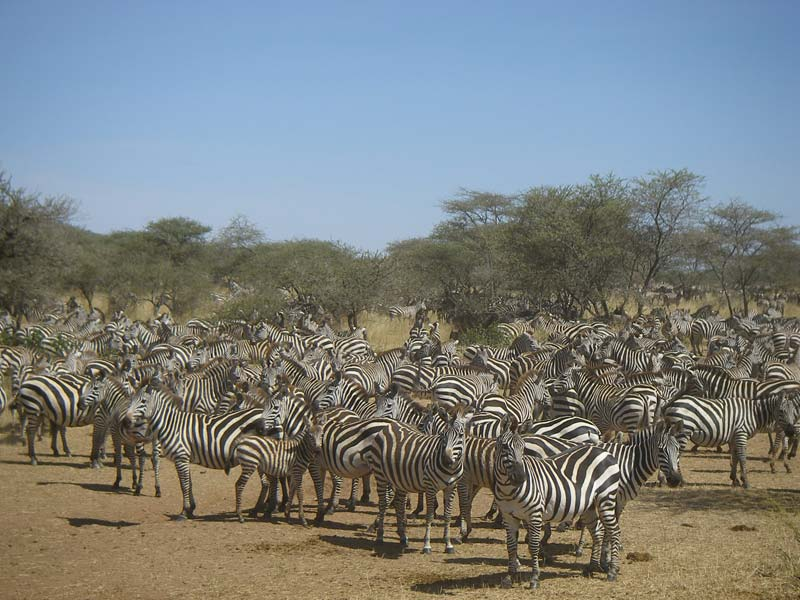
Zebror i Serengeti, Tanzania.

## Anmärkningsvärda parker
Den största nationalparken i världen som uppfyller internationella naturvårdsunionen-definitionen är Grönlands nationalpark, som grundades 1974.